# Gateway (Arkansas)
Pour les articles homonymes, voir Gateway.
Gateway est une municipalité du comté de Benton, dans l’État de l’Arkansas aux États-Unis.

## Démographie
| 1940 | 1950 | 1960 | 1970 | 1980 | 1990 |
| ---- | ---- | ---- | ---- | ---- | ---- |
| 57   | 97   | 63   | 83   | 75   | 65   |

| 2000 | 2010 | - | - | - | - |
| ---- | ---- | - | - | - | - |
| 116  | 405  | - | - | - | - |